# Csővezetékes szállítás

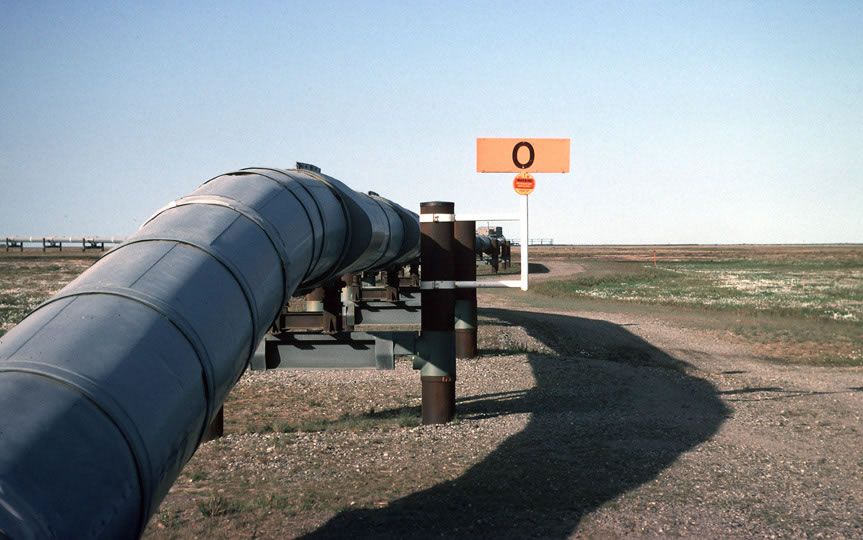
Az alaszkai csővezeték kezdő pontja

Csővezetékes szállítással a legtöbb esetben folyadékok vagy gázok kerülnek továbbításra csővezetéken keresztül, de olyan pneumatikus vezetékek is léteznek, melyekben sűrített levegő segítségével szállítanak szilárd tartályokat. (postai osztályozó rendszerekben)
Gázok és folyadékok esetében bármilyen vegyileg stabil anyagot szállítani lehet a csővezetékekben. Következésképpen szennyvíz-, iszap-, víz-, sőt még sörvezetékek is léteznek, de vitathatatlanul azok a legfontosabbak, melyeken olajat és földgázt szállítanak.
A folyékony és a gáznemű anyagok szállítására szolgáló csővezeték-rendszerből csak a kőolaj, földgáz és egyéb szénhidrogének szállítására szolgáló csővezetékek tartoznak – az 1945 után érvényes volt osztályozási rendszer szerint – a közlekedési pályaállomány fogalmába. Nem tartozik ebbe a fogalomkörbe a vízvezeték, a fogyasztói (városi) gázvezeték, a távfűtési hálózat, valamint a kőolaj- és földgázkitermelő és feldolgozó üzemek belső csőhálózata. Ennek megfelelően, csak a kőolaj-, földgáz- és egyéb szénhidrogén-vezetékeken továbbított anyagok szállítása tartozik a csővezetékes szállítás fogalomkörébe. A csővezetékes szállítást 1975. június 30-ig teljes egészében olyan, cső-vezetékhálózattal rendelkező vállalatok végezték melléktevékenységként, amelyek – az addig érvényes volt termék-, illetve szolgáltatás-osztályozás szerint – nem tartoztak a szállítási (közlekedési) ágazatba.

## A csővezetékes szállítás lényege
A csővezetékes szállítás az egyetlen olyan gazdaságos módszer, mellyel nagy mennyiségben lehet olajat és földgázt szállítani a szárazföldön. A vasúttal szemben alacsonyabb az egységre eső költsége és nagyobb a kapacitása. A tenger alatt is lehet csővezetéket kiépíteni, de ez mind gazdaságilag, mind pedig műszakilag nagy igényeket támaszt, így a tengeren az olaj többségét olajtankerekkel szállítják.
A csővezetéken történő áruszállítást olaj és gáz továbbítására használják, a termelő vagy előállító helyet kötik össze a felhasználó hellyel, a fogyasztóval vagy pedig egy másik közlekedési rendszerrel (pl. kikötőben történő továbbítás céljából). Itt nincs szükség járművekre, továbbá a szállítás folyamatos. Jelentős beruházásra van szükség, azonban a szállítási önköltség alacsony. A csővezetékben szállított áru mennyisége a termelőhely termelési kapacitásától, a csövek méretétől és a bennük áramló áru haladási sebességétől függ. A csővezetékek elsősorban a vasutaknak okoznak versenyt. Korszerű szállítóeszköz még igen nagy távolságokra is. Az építésére felhasznált vasmennyiség megközelíti ugyan az ilyen távú vasúthoz szükségeset, a fenntartási és üzemeltetési költség azonban csak töredéke a vasúténak. Nyersolaj csővezeték először 1865-ben készült, mégpedig fából. A XIX-XX. századforduló idején, a leghosszabb vezeték Baku – Batumi  között létesült, 885 km hosszban

## A vezeték szerkezete
Az olajvezetékek 30–120 cm közötti átmérőjű acél vagy műanyag csövekből vannak összeállítva. Lehetőség szerint a föld fölé telepítik őket. Ennek ellenére a fejlettebb, városi, vagy környezeti szempontból érzékeny területeken általában a föld alá 1 méteres mélységbe ágyazzák őket. Az olajat a vezeték mentén felállított szivattyúállomások tartják mozgásban. Az átlagos folyási sebesség 1–6 m/s.

## Ismertebb vezetékek

### Barátság csővezeték
A Barátság csővezeték (Дружба нефтепровод) a világ egyik leghosszabb olajvezetéke. Még a szovjet időkben épült azzal a céllal, hogy Közép-Oroszországból olajat lehessen szállítani nyugati területekre kb. 4000 km hosszan. A vezeték elnevezése arra utal, hogy a Szovjetunió energiára éhes nyugati államait, a korábbi keleti blokk "testvéri szocialista szövetséges" országait, valamint Nyugat-Európát olajjal lássa el. Ma ez a szénhidrogén-szállítás egyik fő ütőere Európán keresztül.
A csővezeték Délkelet-Oroszországban, Szamarában kezdődik, ahol Nyugat-Szibériából, az Urálból és a Kaszpi-tengertől gyűjti össze az olajat. Innen Mazirba tart, Dél-Belorussziába, ahol egy északi és egy déli ágra szakad. A déli ág Ukrajnába, Szlovákiába, Csehországba és Magyarországra tart. Az északi ág átszeli Fehéroroszország megmaradt területeit, hogy elérje Lengyelországot, valamint Németországot. Az utóbbi időben felmerült, hogy Németországban meghosszabbítsák a vezetéket az Északi-tenger wilhelmshaveni kikötőjéig, mely így lecsökkentené a Balti-tenger olajtanker forgalmát, valamint megkönnyítené az orosz olaj Amerikai Egyesült Államokba szállítását. A Barátság vezeték jelenlegi kapacitása 1,2-1,4 millió hordó/nap.

### Transzalaszkai Csővezeték
A Transzalaszkai Csővezeték (Trans-Alaska Pipeline System) egy Alaszkát észak-déli irányban átszelő, 1286 km hosszú kőolajvezeték, mely a Prudhoe-öböl partján lévő lelőhelyeket összeköti az Alaszkai-öbölben lévő jégmentes kikötővel, Valdezzel. A szállítás egyetlen lehetséges módja az olajvezeték.
Az építkezést különösen nehézzé tette, hogy az útvonal három hegységen és számos folyón vezet át. Az állandóan fagyott talaj miatt a csövek felét nem lehetett a földbe ásni. Egyes szakaszokon az olaj hőjét szétoszlató berendezések találhatók, hogy a fagyott talaj ne olvadhasson fel, s így a vezeték ne süllyedhessen meg. A vezeték építése 1975-től 1977-ig tartott.
Az olaj szállítása 1977. június 20-án kezdődött. Azóta több mint 13 milliárd barrel (2 km³) jutott el délre, a legtöbb 1988-ban: naponta 2,1 millió barrel (330 000 m³). A valdezi kikötőt 1977. augusztus 1-jén hagyta el az első olajszállító hajó, melyet azóta mintegy 16 ezer tanker követett.
A csővezeték átmérője 1,22 méter, a 12 szivattyúállomáson 4-4 szivattyú található, az olaj több mint 9,5 km/órás sebességgel folyik. Az állomások közül korábban csak 5-7 volt aktív, ma a jelentősen lecsökkent olajmennyiséghez négy szivattyú is elég. A csővezeték állapotát  a levegőből
naponta többször ellenőrzik.

## Külső hivatkozások
- https://web.archive.org/web/20081110074023/http://eki.sze.hu/ejegyzet/ejegyzet/aru2/csoves/keret3.htm
- Pipeline Politics in Asia: The Intersection of Demand, Energy Markets, and Supply Routes, by Mikkal E. Herberg et al. (National Bureau of Asian Research, 2010)
- The Dolphin Project: The Development of a Gulf Gas Initiative, by Justin Dargin, Oxford Institute for Energy Studies Jan 2008 Working Paper NG #22
- UK – Linewatch – a joint awareness initiative between 14 oil and gas pipeline operators
- "Submarine Gas Pipe Line Taps Undersea Wealth"  November 1951 article about first undersea gas pipeline constructed in the US and the problems encountered
- "The Marvels Of Underground Oil Railroads" Popular Science April 1937
- Construction and delivery of compressor stations for a gas pipeline in the Soviet Union by AEG (company video from the 1970s with subtitles)